# Miss the Girl
Miss the Girl è un singolo del duo inglese voce-batteria The Creatures, pubblicato il 15 aprile 1983 come unico estratto dall'album Feast.

## Il disco
Il singolo è stato co-prodotto da Mike Hedges e rimasterizzato per la compilation A Bestiary Of.
I principali strumenti utilizzati sono la marimba e le percussioni, che danno al brano un suono distintivo e originale.
Il singolo ha raggiunto il nº 21 della classifica britannica.

## Tracce
Testi di Sioux, musiche dei Creatures.
Lato A
1. Miss the Girl – 2:35

Lato B
1. Hot Springs in the Snow – 3:50

## Formazione
- Siouxsie Sioux - voce
- Budgie - tutti gli strumenti